# Fenestrulina malusii
Fenestrulina malusii är en mossdjursart som först beskrevs av Jean Victor Audouin 1826.  Fenestrulina malusii ingår i släktet Fenestrulina och familjen Microporellidae. Arten är reproducerande i Sverige. Inga underarter finns listade i Catalogue of Life.